# Martinskirche (Heuchelheim)

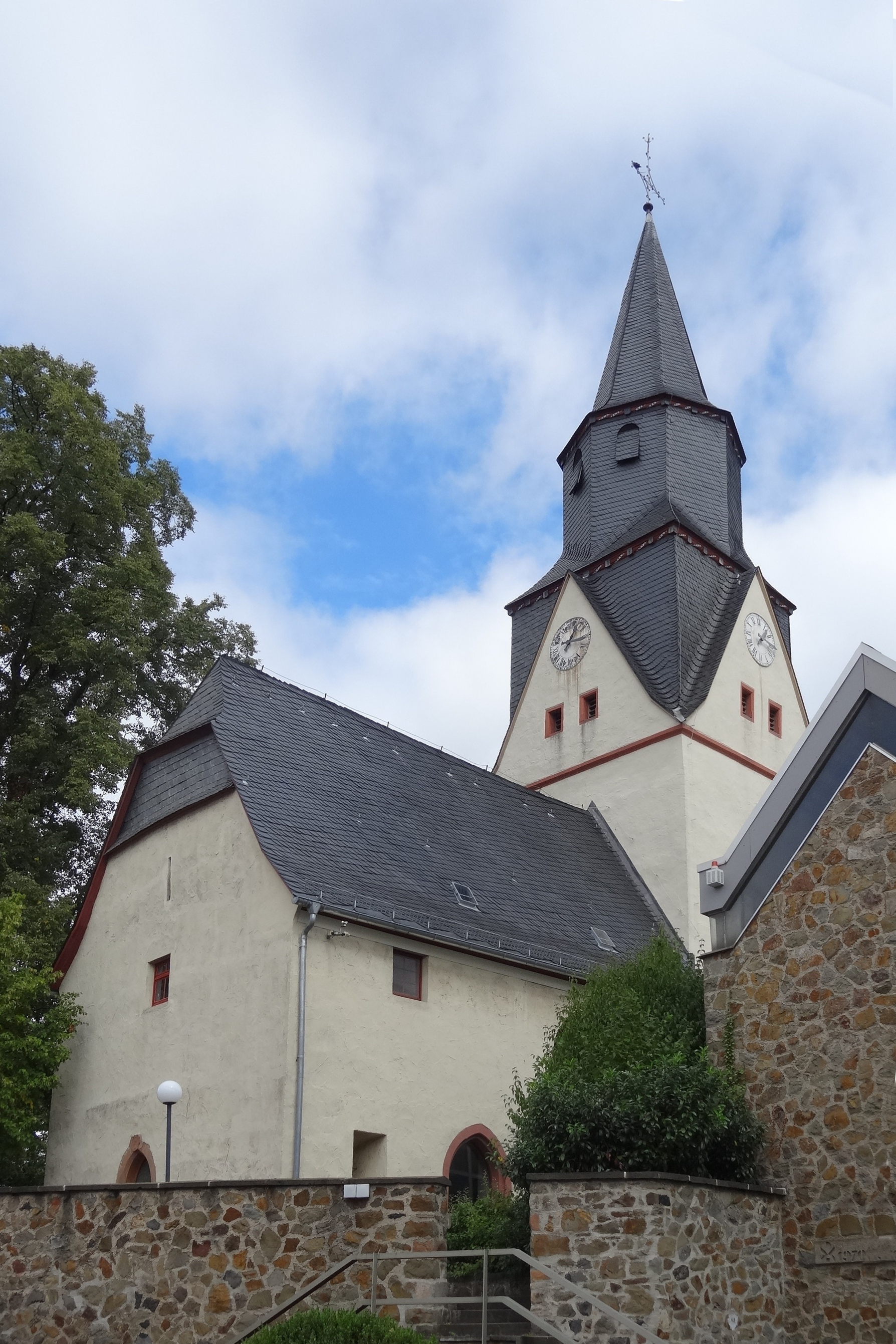
Südwestseite der Kirche

Die evangelische Martinskirche, auch Alte Kirche oder Martinskapelle genannt, in Heuchelheim an der Lahn im Landkreis Gießen in Mittelhessen ist eine Chorturmkirche, deren vier Baukörper im 13. bis 15. Jahrhundert entstanden. Wertvollstes Ausstattungsstück ist der spätgotische Marienaltar („Heuchelheimer Altar“), der aus der zweiten Hälfte des 15. Jahrhunderts stammt. Die Kirche mit ihrem markanten Turm, seinen vier Steingiebeln und einem dreigeschossigen Turmhelm, bestimmt das Ortsbild und ist hessisches Kulturdenkmal.

## Geschichte

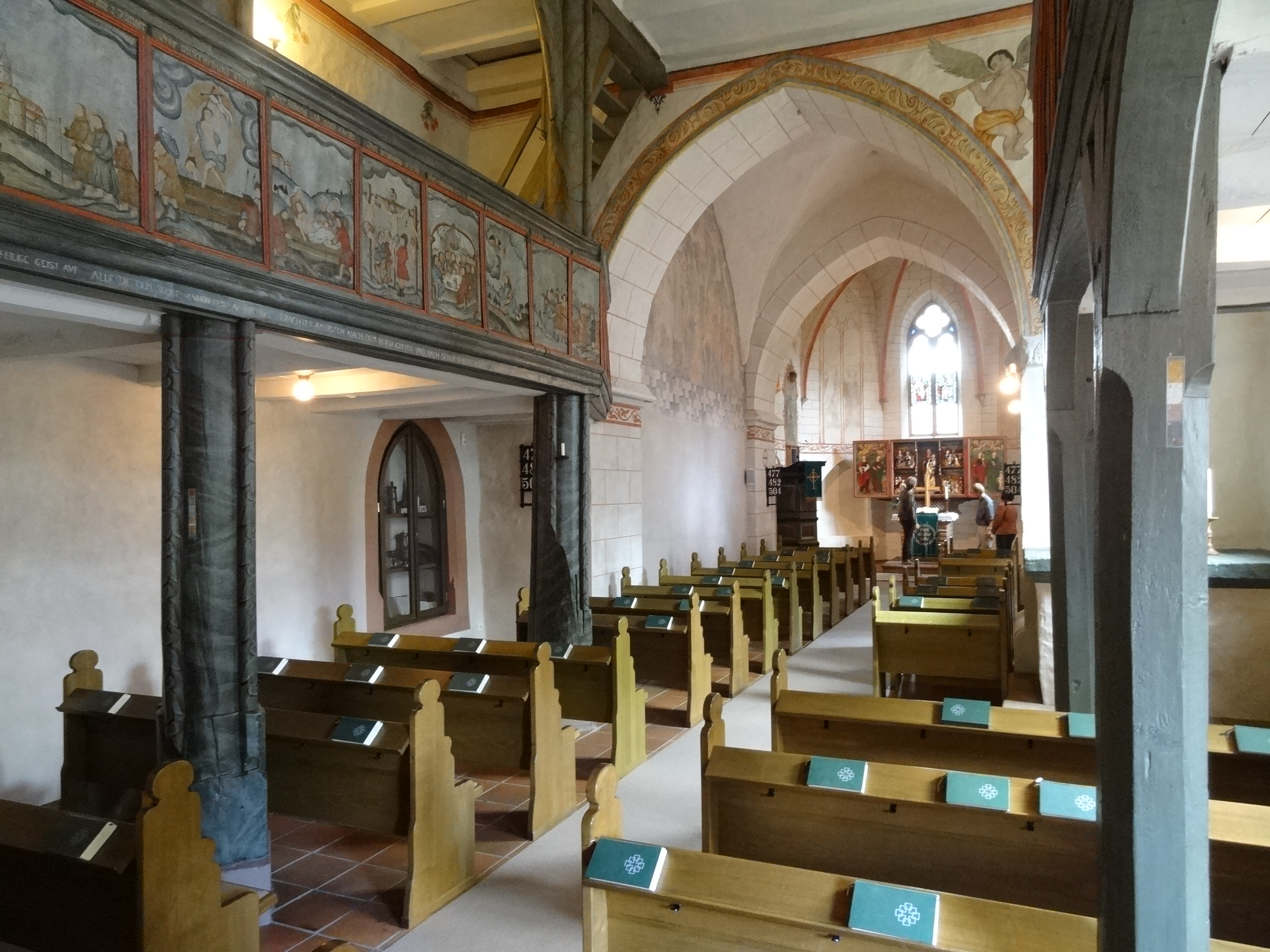
Innenraum Richtung Osten

Ein Vizepleban namens Henrich und ein Pleban werden in Urkunden aus dem Jahr 1255, der Friedhof 1279 erwähnt. In dem Vorgängerbau, einer hölzernen Kapelle aus der Zeit um 900 wurde der heilige Martin, der fränkische Nationalheilige, verehrt. Die Kirche wurde im 13. Jahrhundert errichtet und unterstand ursprünglich dem Patrozinium der Maria und der Heiligen Georg und Valentin. Dies erklärt sich durch den mariologischen Einfluss von Kloster Altenberg, das zu jener Zeit die Bauaufsicht innehatte, wahrscheinlich unter der Leitung von Gertrud von Altenberg. In der ursprünglichen Form nahm das Langhaus die Breite des Chorturms ein, der vermutlich eine Ostapsis hatte. Sie wurde im 13. Jahrhundert durch einen Chor mit polygonalem Abschluss ersetzt. Im 15. Jahrhundert wurde das alte und niedrige Langhaus verbreitert und auf die Höhe des Chors angehoben. Der alte Dachansatz am Turm ist noch erkennbar. Das alte Westportal und Teile der Westmauer blieben erhalten. Zudem wurde an der nördlichen Chorseite eine Sakristei angebaut, die auf Ende des 14., Anfang des 15. Jahrhunderts datiert wird. Die ehemals rundbogigen, engeren und wohl auch ungleich großen Triumphbögen des Chorturms wurden vergrößert und spitzbogig gestaltet. Im 15. Jahrhundert blühte die Martinsverehrung wieder auf, wie die Martinsglocke von 1452 und die Darstellung Martins auf dem Altar (um 1500) beweisen. Das neue Schiff wurde 1512 gebaut. Dieses Datum ist am nördlichen Eckpfeiler des Triumphbogens eingeschlagen.
Die Pfarrgemeinde war im 15. Jahrhundert dem Dekanat Wetzlar und Archidiakonat St. Lubentius Dietkirchen im Bistum Trier zugeordnet. In der Reformationszeit wechselte Heuchelheim spätestens im Jahr 1529 zum evangelischen Bekenntnis. Erster protestantischer Pfarrer war Johannes Gernand, der dort von 1536 bis 1570 wirkte.
Im Jahr 1592 wurden die Emporen eingebaut, 1613 stürzte der Turm ein und erhielt beim Wiederaufbau den heutigen Helm.
Die in der Mitte des 19. Jahrhunderts übertünchten Wandmalereien und mit weißer Ölfarbe überdeckten Emporenbilder wurden im Zuge der Innenrenovierung 1925/26 wieder freigelegt. Zudem wurden die Einbauten im Chor entfernt und die ursprüngliche rote Bemalung der Rippen im Chorgewölbe wiederhergestellt. Bei einer Renovierung im Jahr 2009 wurde der Dachstuhl des Chors mit alten Balken wieder in den Originalzustand versetzt.
Die Kirchengemeinde fusionierte zum 1. Januar 2020 mit Kinzenbach zur „Evangelischen Martinsgemeinde Heuchelheim-Kinzenbach“. Die Gemeinde gehört zum Evangelischen Dekanat Gießen der Propstei Oberhessen in der Evangelischen Kirche in Hessen und Nassau.

## Architektur

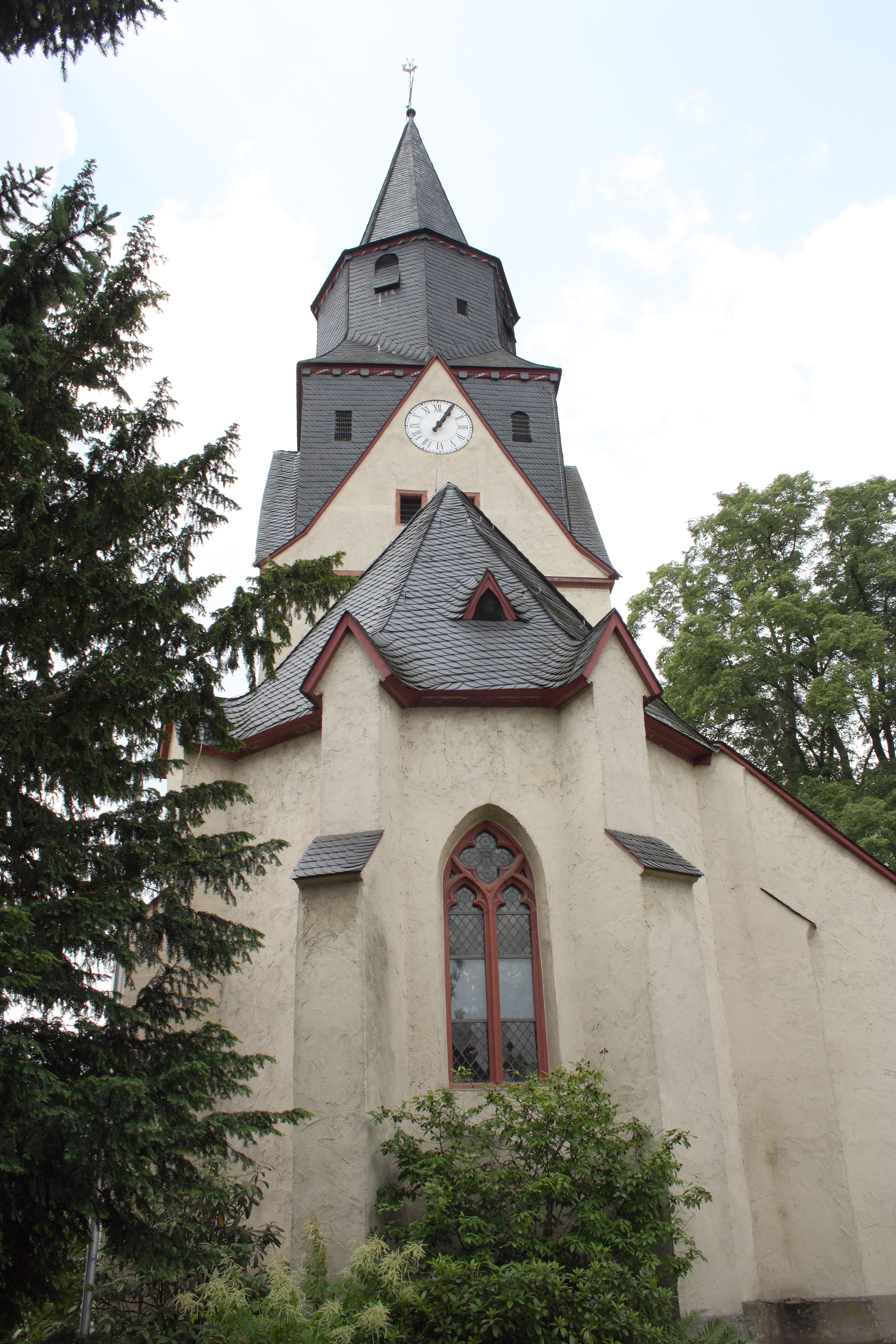
Ostseite der Kirche

Ältester Teil der geosteten Kirche im alten Dorfzentrum ist der 16 Meter hohe, massive Chorturm aus dem 13. Jahrhundert auf annähernd quadratischem Grundriss, dessen vier steinerne Dreiecksgiebel in einen verschieferten Holzaufbau aus dem Jahr 1613 überleiten. Das achteckige Mittelgeschoss geht in einen Spitzhelm über, der von Turmknopf, Kreuz und Wetterhahn bekrönt wird. Die Gesamthöhe des Turms beträgt 36 Meter. Im Inneren weist der Turm ein Kreuzgratgewölbe auf. Ein Verbindungsgang vom Turm führt zur neuen Martinskirche, die in den Jahren 1969 bis 1972 neben der alten Kirche errichtet wurde.
Der Chor mit Fünfachtelschluss aus dem 13. Jahrhundert wird außen von Strebepfeilern gestützt. Durch zwei spitzbogige Maßwerkfenster mit Vierpass an der Ost- und der Südseite fällt Licht in den Chor. Das bleiverglaste Ostfenster schuf 1926 Otto Linnemann. Es zeigt die vier Evangelisten. Innen mündet das Rippengewölbe in figurale Schlusssteine mit dem Kopf des „grünen Mannes“. Unterhalb der Fensterfront befinden sich in drei Wänden spitzbogige Nischen, die an der Nordwand durch die Sakristei und deren spitzbogige, gefaste Tür geschnitten werden.
Die Sakristei ist auf rechteckigem Grundriss an der Nordseite angebaut. Sie hat ein spitzes Tonnengewölbe; betreten wird sie durch eine kleine Tür. Seit 1954 war in dem Raum für einige Jahre die Gedenkstätte für die Gefallenen der Weltkriege eingerichtet.
Das heutige Langhaus aus dem 16. Jahrhundert ist breiter als der Turm und verfügt über spitzbogige West- und Südportale. Das Westportal stammt noch vom Vorgängerbau des 13. Jahrhunderts. Im Schlussstein des Torbogens ist ein Wappenschild mit Kelch und drei Rosetten eingelassen. Ein Maßwerkfenster an der Südseite und mehrere rechteckige kleine Fenster, die später durchgebrochen wurden, belichten den Raum. An der Nordseite ist das spitzbogige Fenster außen vermauert.

## Ausstattung

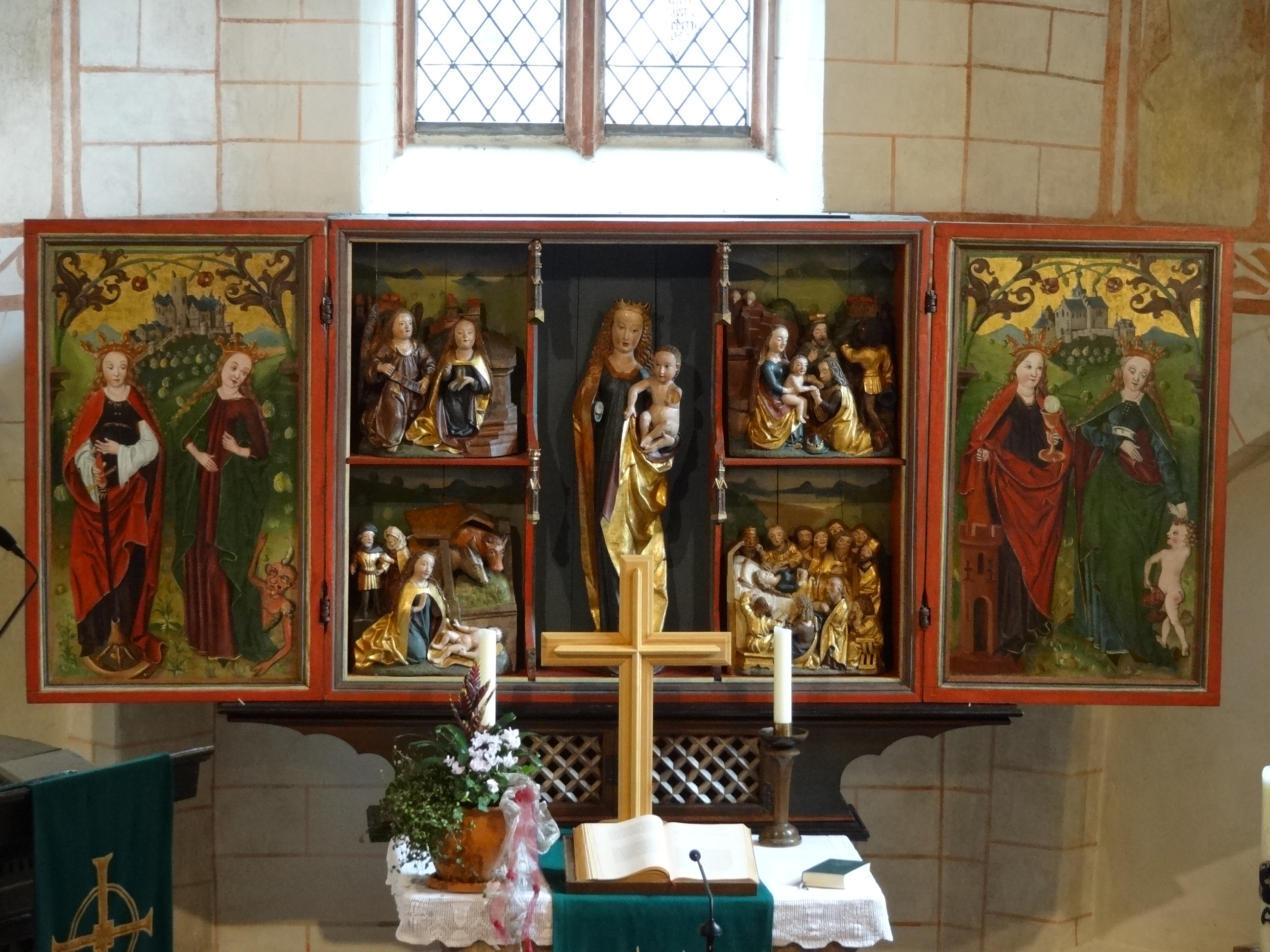
Marienaltar

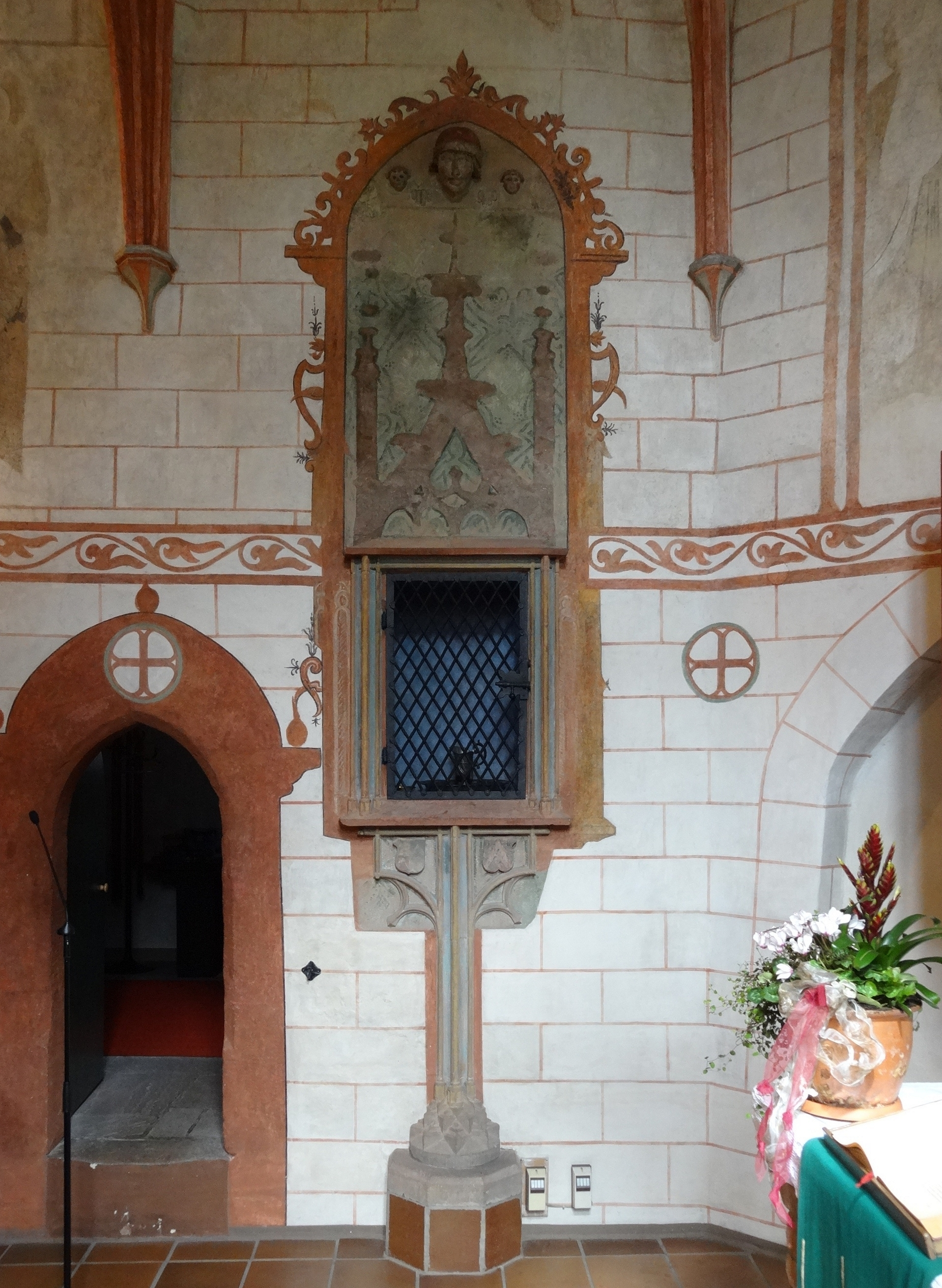
Sakramentsnische

Der Innenraum wird von einer Flachdecke mit Unterzug im nördlichen Drittel des Raumes abgeschlossen, der von drei Holzpfosten mit je vier Diensten gestützt wird. Verschiedene Malereien sind erhalten. Im Chor ist die mittelalterliche Ausmalung mit roten Quaderlinien, einem Rankenfries und aufgemalten Maßwerkfenstern an den schrägen Flächen des Chorabschlusses noch vollständig im Original erhalten. Die figurenreiche Seccomalerei eines unbekannten Meisters mit Darstellung der Kreuzigungsszene an der Nordwand des Turms misst 4,10 × 3,50 Meter und wird um 1400 datiert. An der Südwand ist Martin Luther mit einem Schwan zu sehen (1749). An der Nordseite des Kirchenschiffs befinden sich im Schildbogen Reste einer Christophorus-Malerei aus der Zeit um 1500. Aus barocker Zeit (um 1700) stammt das Deckengemälde mit Sonne, Mond und Sternen in einem großen Kreis. Aus derselben Zeit datieren zwei Engel auf dem Deckenfeld am Triumphbogen, die Posaune blasen und eine Spruchvignette halten: „Wer Gottes Wort anhört, daran denkt im Leben, und also es vor Augen, im Ohr und Herzen hat und im Geiste hühtet, der wird willkomen auch gotlob bleiben und leben im Vaterhause bei Gott dem Herrn!“
Ältester Einrichtungsgegenstand ist ein großes, etwa zwei Tonnen schweres spätromanisches Taufbecken aus Lungstein mit Bogenfries aus der Zeit um 1130, das 1934 vor der Kirche aufgestellt wurde und seit 2006 im Chorraum der neuen Martinskirche seinen Platz gefunden hat.
Der spätgotische Marienaltar ist ein Flügelaltar, der in der zweiten Hälfte des 15. Jahrhunderts mit einer Breite von 3,5 Metern geschaffen wurde. Der Unterbau und die Predella sind spätere Ergänzungen. Auf den fünf Feldern des Mittelteils (1,56 × 1,27 Meter) sind geschnitzte Mariendarstellungen zu sehen. Eine große Mondsichelmadonna, die das Jesuskind auf dem Arm hält, wird von doppelgeschossigen Feldern flankiert, die die Verkündigung Mariens, die Geburt und Anbetung Jesu sowie den Tod Mariens zum Gegenstand haben. Die beiden Flügel zeigen auf den Innenseiten Gemälde von heiligen Frauen, links Katharina mit Rad und Margarete mit Drachen, rechts Barbara mit Turm und Kelch und Dorothea mit Kind und Korb. Auf der linken Außenseite ist die Kreuzigungsszene dargestellt. Die auf den Boden fallenden Blutstropfen des Gekreuzigten lassen Blumen erblühen. Auf der rechten Seite reitet der heilige Martin auf einem Pferd und teilt sein Gewand mit einem Bettler. Der Altar verfügt noch über die mittelalterliche Platte, die aber später verkleinert und bearbeitet wurde.
Ein spätgotisches hölzernes Kruzifix des Dreinageltypus hängt an der Wand über dem alten Seitenaltar an der Südseite des Kirchenschiffs. In die Granitplatte des Altars sind drei Segenskreuze eingeritzt. Die vergitterte Sakramentsnische an der Nordseite ist reich verziert und wurde beim Einbau der Orgelempore, die zeitweise im Chorraum untergebracht war, teilweise abgeschlagen. Die eigentliche Nische ist mit einem Metallgitter verschlossen und hat eine profilierte Umrahmung, die auf einer Halbsäule mit Wappentafeln und einem fünfeckigen Fuß ruht. Der Wimperg, die giebelartige Bekrönung der Nische, enthält die Darstellung eines Mannes, dessen Kopf und Hände plastisch hervortreten und der eine Teppichstange greift. Er wird von zwei kleineren Köpfen flankiert.
Die dreiseitig umlaufende Empore schuf nach der Balkenaufschrift 1592 der Handwerksmeister Hans Krauskop. Gemälde von Christus und den zwölf Aposteln an der westlichen und langen südlichen Emporenbrüstung stammen aus der Zeit der Erbauung. An der schmalen Südseite sind drei alttestamentliche Szenen zu sehen: Adam und Eva, die Opferung Isaaks und Jakobs Traum von der Himmelsleiter, die Nordempore zeigt neutestamentliche Szenen von der Passionsgeschichte Jesu bis zur Ausgießung des Heiligen Geistes. Jede der Tafeln ist mit einer Überschrift versehen.
Die hölzerne polygonale Renaissance-Kanzel aus dem Jahr 1617 ruht auf einem viereckigen Fuß. Die Kanzelfelder sind im unteren Drittel kassettiert. Im oberen Teil der Brüstung sind unter überdachten Rundbögen Blumen dargestellt. Zwei Epitaphe aus Marmor für Pfarrer der Gemeinde datieren von 1694 und 1737. Letztere ist aus schwarzem Lahnmarmor gefertigt und Philipp Wilhelm Geilfus gewidmet. Glasfenster für die Kirche schuf 1913/1928 Professor Otto Linnemann aus Frankfurt.

## Orgel

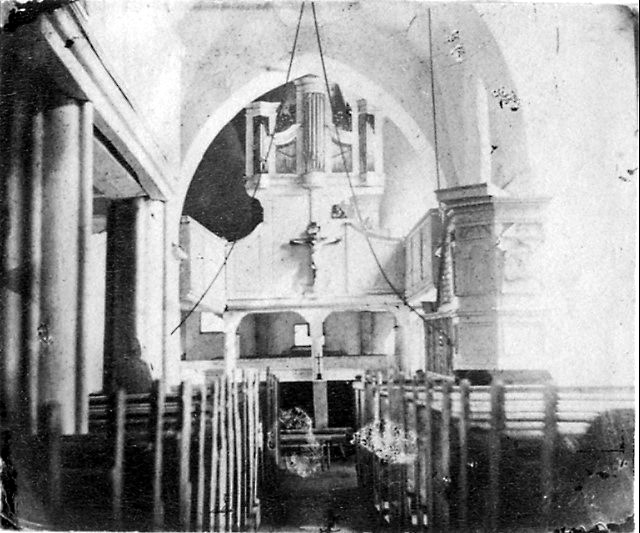
Küster-Orgel im Jahr 1862

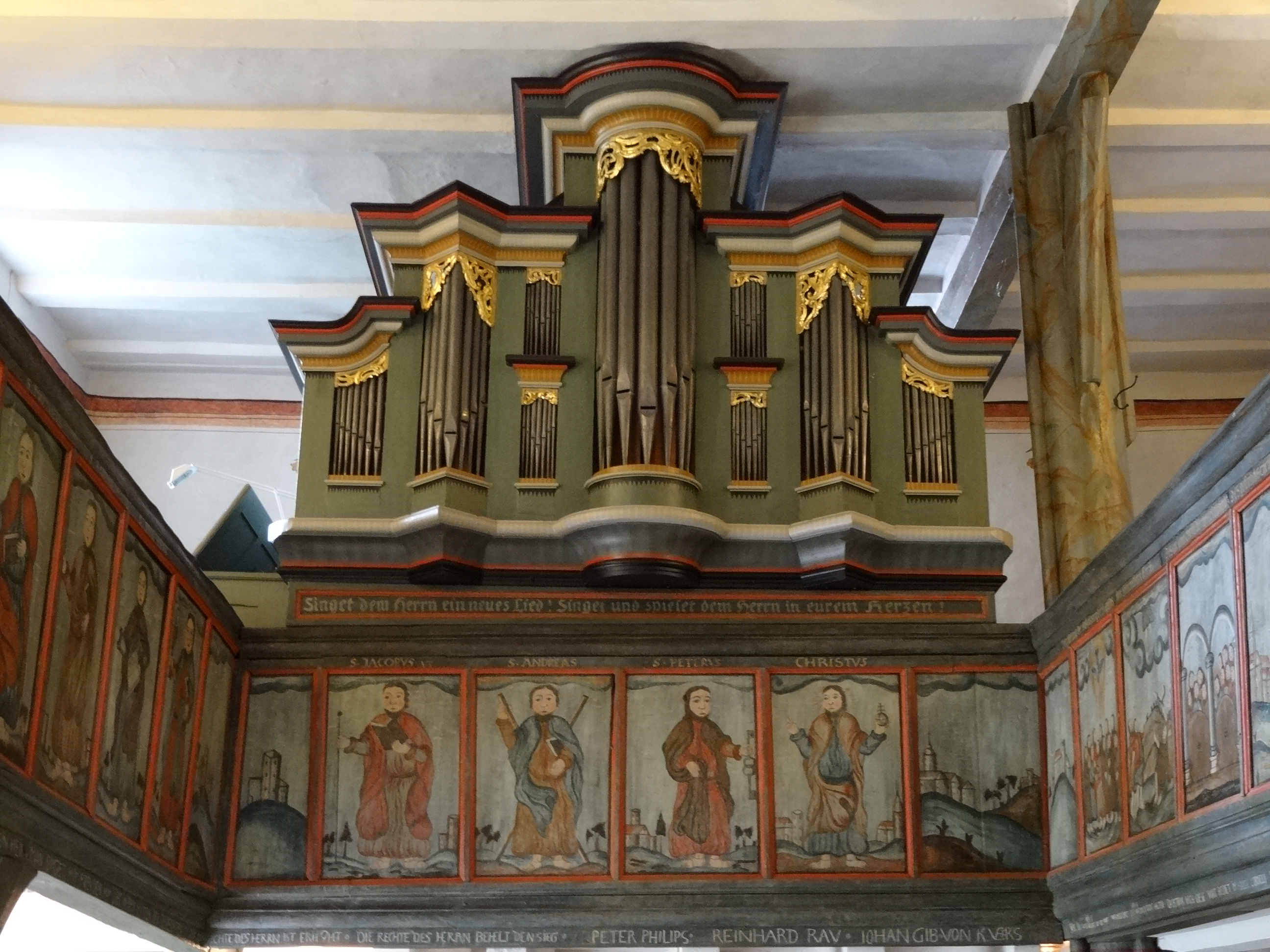
Orgel hinter historischem Prospekt aus dem 18. Jh.

Erst zu Beginn des 18. Jahrhunderts erhielt die Kirche ihre erste Orgel, für die 1725 eine Reparatur bezeugt ist. Sie wurde 1793 durch ein Werk des Marburger Orgelbauers Georg Friedrich Küster ersetzt. Die dritte Orgel baute Adam Karl Bernhard 1868 ein, die er aus Klein-Karben in Zahlung genommen hatte. Sie geht wahrscheinlich auf Johann Christian Köhler (1755) oder dessen Nachfolger Philipp Ernst Wegmann (1767) zurück. Die Zuweisung des Prospekts an Köhler/Wegmann wurde von dem Orgelforscher Hermann Fischer und durch eine Untersuchung der Pfeifen im Jahr 2018 bestätigt. Der ehemalige Klein-Karbener Prospekt wird dabei mit dem 1755 entstandenen Orgelwerk in Neunkirchen (Westerwald) verglichen, das denselben Aufbau aufweist, allerdings auf einem Achtfuß basiert. Dasselbe Prospektmodell wandte die Werkstatt auch später noch an, nämlich in Heisters und in Groß-Eichen.
Die heutige Orgel auf der Westempore schuf Förster & Nicolaus Orgelbau im Jahr 1926 hinter dem historischen Prospekt. Finanziert wurde das seitenspielige Instrument durch eine Spende des Unternehmers Ludwig Rinn. Der Prospekt ist in sieben Pfeifenfelder gegliedert und enthält noch die Prospektpfeifen aus dem Jahr 1755 bzw. 1767, die allerdings stumm sind. Der überhöhte Mittelturm wird von schmalen zweigeschossigen Pfeifenfeldern flankiert, die mit den mittelgroßen Spitztürmen unter einem gemeinsamen Gesims stehen. Außen bilden kleine Harfenfelder den Abschluss. Alle Pfeifenfelder sind oben mit vergoldeten Schleierbrettern verziert. Die bekrönenden Gesimse sind reich profiliert. Das Werk hat 13 Register, die auf zwei Manuale und Pedal verteilt sind, und pneumatische Kegelladen. Der Sanftbaß im Pedal erklingt als Windabschwächung des Subbaß. Die Disposition steht in romantischer Tradition und lautet wie folgt:
| I Manual C–g3  |       |
| Prinzipal      | 8′    |
| Gedackt        | 8′    |
| Viola di Gamba | 8′    |
| Oktave         | 4′    |
| Quinte         | 2 ⁄3′ |
| Oktave         | 2′    |

| II Manual C–g3 |    |
| Flauto Amabile | 8′ |
| Salicional     | 8′ |
| Aeoline        | 8′ |
| Vox Coelestis  | 8′ |
| Gedacktflöte   | 4′ |

| Pedal C–f1 |     |
| Subbaß     | 16′ |
| Sanftbaß   | 16′ |
| Cellobaß   | 8′  |

- Koppeln:
  - Normalkoppeln: II/I, I/P, II/P
  - Superoktavkoppeln: I/II (in II ausgebaut bis g4)
  - Suboktavkoppeln: I/II
- Spielhilfen: feste Kombinationen (p, f, Tutti), Crescendowalze, automatisches Pianopedal, Jalousieschweller

## Glocken
Im Turm hängen drei Bronzeglocken, zwei aus der Mitte des 15. Jahrhunderts und die kleine spätgotische Vaterunserglocke, die ohne Inschrift und Jahreszahl ist. Den Einsturz der Kirchturmspitze im Dezember 1612 überstanden die Glocken. Nach dem Salbuch von 1741 soll die vierte Glocke am Ende des Dreißigjährigen Krieges nach Gießen verkauft worden sein. Johann Henschel hatte sie 1683 gegossen. Aufgrund ihres Alters und Wertes wurden die Glocken 1917 nicht konfisziert. Die Glocke von 1455 wurde aber 1942 für Rüstungszwecke abgeliefert. Sie entging jedoch dem Einschmelzen und wurde vom Glockenfriedhof in Hamburg-Wilhelmsburg nach Heuchelheim zurückgebracht, wo sie am 12. September 1947 ankam und vom 15. bis 17. Oktober 1947 wieder mit neuem Klöppel in den Glockenstuhl eingebaut wurde.
| Nr. | Gussjahr    | Gießer, Gussort                  | Durchmesser (mm) | Masse (kg) | Schlagton | Inschrift | Bild |
| 1   | 1452        | Tilman von Hachenburg, Andernach | 1075             | 650        | ges1      | „sanctus martinus heyssen ich alle bosen weyder verdriben ich meyster delemann von hachenburg gose mich m cccc l ii“ |      |
| 2   | 1455        | Tilman von Hachenburg, Andernach | 940              | 500        | as1       | „in ere des helgen cruce luden ich anno domini milesimo quadergendesimo m ccccc l v [Relief mit Kruzifix]“           |      |
| 3   | 15./16. Jh. | unsigniert                       | 630              |            | ges2      | |      |